# ديزي سولومن
كانت ديزي دوروثيا سولومون (1882 - 1978) ناشطة في مجال حق الاقتراع، واشتهرت بإرسالها عبر البريد كطرد بشري خلال الحملة البريطانية للمطالبة بحق المرأة في الاقتراع، إذ راوغت مع النظام البريدي للتوصل إلى رئيس الوزراء الذي رفض استقبال وفد من النساء المطالبات بحقهن في الاقتراع. كانت سولومن أمينة سر المجموعات التي تطالب بحق المرأة في الاقتراع وسُجنت بسبب احتجاجاتها، وأضربت عن الطعام.

## نشاطها السياسي
انضمت سولومن ووالدتها إلى الرابطة النسائية الليبرالية ولكنهما قررتا بحلول عام 1908 أن هذه الرابطة لا تحرز تقدمًا كافيًا بشأن حق المرأة في الاقتراع، وانضمتا إلى الاتحاد الاجتماعي والسياسي للمرأة، منظمة نضالية تنادي بمنح المرأة حق الاقتراع. شاركت سولومن في عدد من الفعاليات المتعلقة بحق المرأة في الاقتراع خلال حملة الاتحاد المستمرة؛ نظمت الاحتجاجات والحملات الدعائية اللافتة لجذب انتباه السياسيين والجماهير.
وفي 23 فبراير 1909، اصطحبت جيسي كيني كل من ديزي سولومن وإلسبيث مكليلاند إلى مكتب بريد ستراند ودفعت ثلاثة بنسات لإرسالهن إلى رئيس الوزراء بمقر إقامته في 10 شارع داونينغ في اليوم السابق لاجتماع «البرلمان النسائي» في كاكستون هول. تصدر هذا الحدث عناوين الأخبار في ديلي ميرور، التي حصل مراسلها على السبق الصحفي لنشرها. تلقت سولومن ومكليلاند هتافًا حارًا لانضمامهن إلى فعالية كاكستون هول. وبعد ذلك الاجتماع، حاول وفد، يضم سولومن، الاقتراب مجددًا من رئيس الوزراء، بينما كان يتناول الطعام خارجًا، واعتُقلت 27 امرأة مع قائدتهن إميلين بيتيك لورانس. بالنسبة إلى سولومن وأخريات مثل كونستانس ليتون وكابرينا فاي وروز لامارتين ييتس وسارة كاروين، كان هذا أول اعتقال لهن بسبب أنشطتهن. برز اهتمام دولي بذلك الأمر، إذ علقت دورية لوس أنجلوس هيرالد على «المكانة الاجتماعية العالية» لسولومن وغيرها من المتظاهرات، مشيرة إلى أنه «بات من الصعب توقع كيفية التصدي لمطالبهن بعد الآن» وذكرت أن واقع هذه الاعتقالات ومثابرة أولئك الذين يناضلون من أجل حق المرأة في الاقتراع أصبح أمرًا «محرجًا» بالنسبة للحكومة البريطانية.
اقتطفت كونستانس ليتون عن سولومن ما كتبته عن قلة الأثاث في السجن: «مرتبة صلبة رفيعة، ووسادة أرق منها»، ونقلت كلامًا موجزًا عن فرحة العثور على فرشاة ومشط، في كتابها سجون وسجناء: بعض التجارب الشخصية. أضربت سولومن عن الطعام وأُطعمت قسرًا. وبالرغم من هذه التجربة، قالت سولومن إنها تعتبر سجنها «معمودية باسم العمل من أجل رفع مستوى النساء».
وكانت سولومن في عام 1906 أمينة سر مشتركة لفرع الاتحاد في هامبستيد، لكنها استقالت عام 1913. وتبين في بحثٌ أجرته إليزابيث كروفورد، باحثة في شؤون حق الاقتراع، خلال إغلاقات جائحة كوفيد-19 لعام 2019، أنه في عام 1910، نُشرت اللافتة التي صممها شقيق سولومن، وليام إي. غلادستون سولومن، والتي مثلت المساواة السياسية الجديدة بين الجنسين، فعرضت رجلًا وامرأة وعبارة «تغيير النظام القديم، وإعطاء مكان للجديد»، في مبنى فرع الاتحاد في شمال غرب لندن، وقد تكون سولومن أحد حامليها الواقفين في صورة كيلبورن تايمز. رُفعت اللافتة الكبيرة في مسيرة «من السجن إلى المواطنة» في 17 يونيو 1910. واقترحت أصوات من أجل النساء، دورية تصدر عن الاتحاد قبل هذا الحدث بيوم «ألا تفوت أي امرأة محلية فرصة السير في الموكب العظيم تحت لافتة السيد دبليو. إي. غلادستون سولومن الأروع».
وبحلول عام 1915، كانت سولومن قد انضمت إلى فرعي هامبستيد وغولدرز غرين التابعين لمنظمة الناشطات المتحدات، بصفة أمينة سر مشتركة وكانت على اتصال مع ناشطات أخريات مثل شارلوت ديسبارد. وفي عام 1918، أصبحت سولومن مسؤولة عن الإنتاج الفكري لمواطنات الدومينيون البريطانية، فحضرت مؤتمرًا دوليًا في باريس عام 1923. وواصلت سولومن حملتها من أجل توسيع نطاق حقوق الاقتراع لتصبح مساوية للرجل، بما في ذلك عام 1926 بصفتها أمينة سر فخرية للجنة حملة المساواة في الحقوق السياسية. وفي عام 1928، تولت سولومن منصب أمين سر رابطة الكومنولث البريطانية، وشرحت الوضع في جنوب إفريقيا، حيث تقوم نسائهن بقدر كبير من العمل الاجتماعي وأعمال المصلحة الامة، ولكن دون حصولهن على حقوق انتخابية برلمانية موسعة، ودون وجود حزب سياسي يؤيد حق الاقتراع، ولو أن النساء يمكنهن التصويت للمجالس المحلية؛ كان هناك عدد قليل من المستشارات ورئيسة بلدية واحدة، لكنها أوضحت أيضًا الاعتبارات العرقية التي تعيق التقدم، وأنه يجب على البريطانيين من ناشطي حق الاقتراع دعمهن والتعاطف معهن. وفي عام 1932، كتبت إلى فيبي كاسدن حول الإجراءات المعلقة لمندوبي عصبة الأمم في جنيف.
كانت سولومن في بريطانيا عام 1948، لكنها عادت إلى جنوب إفريقيا وكانت فيها عام 1963، وتوفيت على أراضيها أيضًا عام 1978.